# Hydrotherikornis oregonus
Hydrotherikornis oregonus — вид сивкоподібних птахів, що існував в еоцені в Північній Америці. Описаний по рештках повного лівого тибіотарсуса, що знайдений у 1926 році в Орегоні.